# Sagenaster evermanni
Sagenaster evermanni är en sjöstjärneart som först beskrevs av Fisher 1905.  Sagenaster evermanni ingår i släktet Sagenaster och familjen Zoroasteridae. Inga underarter finns listade i Catalogue of Life.